# Eucera dorsata
Eucera dorsata là một loài Hymenoptera trong họ Apidae. Loài này được Timberlake mô tả khoa học năm 1969.